# Andrzej Opaliński (1575–1623)
Andrzej Opaliński herbu Łodzia z Bnina (ur. 1575  lub 19 kwietnia 1576, zm. 19 grudnia 1623 w Ciążeniu) – biskup poznański w latach 1607-1623, sekretarz wielki koronny od 1605 roku.

## Życiorys
Syn Andrzeja Opalińskiego i Katarzyny Kościeleckiej, brat Łukasza, marszałka wielkiego koronnego, i Piotra, krajczego koronnego.
Kanonik płockiej kapituły katedralnej, prepozyt płockiej kapituły katedralnej w latach 1591–1607. W latach 1592–1595 studiował w Rzymie, gdzie uzyskał godność sekretarza i szambelana papieża Klemensa VIII. Po powrocie do kraju zajął się polityką. W objął 1604 roku urząd sekretarza wielkiego koronnego. Król Zygmunt III Waza wysłał go jako posła do cesarza Rudolfa II i Ferdynanda II, a w 1605 do papieża w celu uzyskania dla króla dyspensy na ślub z Konstancją Habsburżanką. Jednocześnie posłował na wielkopolski sejmik w Środzie w latach 1600, 1602 i 1606, usiłując bezskutecznie przekonać wielkopolską szlachtę do poparcia królewskiej polityki. Aby tego dokonać, w 1608 zwołał do swojej siedziby w Słupcy zjazd senatorów, urzędników i znaczniejszej szlachty. Spotkanie to przyniosło zamierzony efekt i Wielkopolska poparła króla na sejmiku w 1618 wyprawę przeciw Moskwie dowodzoną przez królewicza Władysława.
Jednocześnie z karierą polityczną wspinał się po szczeblach kariery duchownej. W 1606 roku został koadiutorem biskupa poznańskiego a jednocześnie otrzymał prekonizację na biskupa tytularnego sykopolitańskiego. W 1607, po śmierci Wawrzyńca Goślickiego został biskupem poznańskim. Uroczysty ingres odbył się 12 listopada tegoż roku.
Jako biskup poznański, już w 1608 roku zwołał synod diecezjalny, który w 1612 uchwalił kontrybucję do królewskiej kasy na potrzeby Rzeczypospolitej. W 1613 roku wyznaczony został senatorem rezydentem. W kwietniu 1622 wizytował kolejno kościoły diecezji, począwszy od poznańskiej katedry, która została zniszczona w pożarze w tym samym roku. Przed śmiercią zdołał jeszcze rozpocząć jej odbudowę, której końca jednak nie doczekał. Zmarł w Ciążeniu, a pochowano go w Radlinie.
Wśród ludzi cieszył się szacunkiem za swoją niezwykła sumienność w zarządzaniu diecezją. Poza tym znany był jako nieprzejednany wróg reformacji oraz opiekun kolegium jezuickiego w Poznaniu.